# 方毅
方毅（1916年2月26日—1997年10月17日），又名方清吉、方静吉，福建厦门人，中国共产党、中华人民共和国政治人物，原副国级领导人。曾长期在国务院负责经济和科技方面的工作。1930年1月加入中国共产主义青年团，1931年转为中国共产党党员；是中共第十一、十二届中央政治局委员，第十一届中央书记处书记。曾任第七届全国政协副主席，国务院副总理，中国科学院院长等职务。

## 生平

### 早年经历
方毅出生在一个城市贫民家庭。少年时代，他就开始在福建地方投参加革命活动。1934年，方毅在上海接受工作任务时，被捕入狱；直到1937年8月，才得以出狱。出狱后，方毅即被派赴湖北地区工作。此后，他历任中共湖北省委常委、民运部长，鄂东特委书记，新四军五支队政治部主任，淮南苏皖边区行政公署主任，苏皖边区政府副主席，中共中央华中分局委员，华东财政经济办事处副主任，山东省人民政府副主席等职；并在解放战争时期负责华东地区的财政经济工作。

### 建国后
中华人民共和国建国后，方毅回到家乡，出任福建省人民政府副主席，中共福建省委第二副书记。1952年，他又转任上海市人民政府副市长，协助陈毅管理上海市的财政经济和综合计划等工作。一年后，方毅调任中央人民政府财政部副部长。1954年8月，受中共中央派遣，到越南帮助越南民主共和国政府工作，任政治顾问团团长（总顾问），副团长乔晓光，顾问共145人。随着越南民主共和国政府迁入河内后，中国顾问团机构经过调整，留越工作约120人，其中顾问和顾问助理70名，其他为翻译和勤杂人员，涉及20多种业务，分为财政、金融贸易、铁路、交通（包括公路及邮电）、工业（包括电力、煤炭、轻工、纺织）、农业合作（包括农业生产、生产合作及供销合作）、土改（包括组织工作）、减租、宣教、公安、民族等11个顾问组。顾问团首先开展了协助越方接管河内的工作，随后根据越方要求，就制定商贸金融政策、建立新税制、恢复发展工商业和交通邮电业等工作进行调查研究、提出政策建议，并协助相关政府部门的机构建设和干部培训。1955年7月7日，越南国家主席兼政府总理胡志明与周恩来总理在北京签署中越两国政府联合公报，宣布中国政府将无偿赠送越南政府人民币8亿元，其中军事援助占2亿元，经济援助占6亿元用于战后恢复建设。8亿元援款，按年结算，到1960年基本支付完毕。1956年4月末，顾问团结束全部工作，改为中华人民共和国对外贸易部对外经济联络局驻越南代表处，成为中国驻越南大使馆的一部分。方毅被任命为首任驻越南经济代表，原顾问团贸易顾问程恩树为副代表。代表处内设业务组、办公室等机构，共有工作人员20多人。其中业务组主管成套设备项目援助、技术合作以及管理在越帮助工作的中国专家等工作（1955年至1957年，援越专家和技术人员达4932人）。1956年，胡志明授予方毅越南国家独立勋章。
方毅1961年回国后，又先后出任国家计划委员会副主任、对外经济联络委员会主任，对外经济联络部部长等职。“文化大革命”期间，方毅受到诬陷和残酷迫害。
在恢复工作后，方毅主要协助邓小平负责国家科委的恢复和重新组建工作，并曾出任中国科学院副院长、院长，国家科委主任，国务院副总理，国务委员等职务。在1979年，方毅曾陪同邓小平访问美国，并代表中华人民共和国政府与美国在高能物理、航天、基础研究等多个科技项目上签订了项合作协定。
1988年4月，方毅当选为第七届全国政协副主席；在王任重病逝后，还接任了全国政协党组副书记，协助李先念主持政协工作；1993年届满退休。

### 逝世
1997年10月17日，方毅在北京病逝，享年81岁。中共官方评价他是“久经考验的忠诚的共产主义战士、无产阶级革命家，中国对外经济战线和科技战线杰出的领导人”。

## 著作
- 《方毅墨迹选》1990 鹭江岀版社
- 《方毅文集》 2008人民出版社。收集编入了方毅同志在1941年至1993年期间的重要文章、报告和讲话等共94篇。

## 相关作品
- 2014年播出的电视剧《历史转折中的邓小平》（徐纯学 饰演 方毅）